# Ophioconis opacum
Ophioconis opacum is een slangster uit de familie Ophiodermatidae.
De wetenschappelijke naam van de soort werd in 1928 gepubliceerd door Hubert Lyman Clark.